# Rhacophorus tuberculatus
Rhacophorus tuberculatus és una espècie de granota que viu a la Xina, Índia i, possiblement també, a Myanmar i Nepal.
Està amenaçada d'extinció per la pèrdua del seu hàbitat natural.